# Тухоме (гміна)
Гміна Тухоме (пол. Gmina Tuchomie) — сільська гміна у північній Польщі. Належить до Битівського повіту Поморського воєводства.
Станом на 31 грудня 2011 у гміні проживало 4170 осіб.

## Територія
Згідно з даними за 2007 рік площа гміни становила 106.47 км², у тому числі:
- орні землі: 64.00%
- ліси: 24.00%

Таким чином, площа гміни становить 4.86% площі повіту.

## Населення
Станом на 31 грудня 2011:
| Опис     | Загалом | Загалом | Чоловіки | Чоловіки | Жінки | Жінки |
| -------- | ------- | ------- | -------- | -------- | ----- | ----- |
| одиниця  | осіб    | %       | осіб     | %        | осіб  | %     |
| все      | 4170    | 100     | 2132     | 51.13    | 2038  | 48.87 |
| міське   | 0       | 100     | 0        |          | 0     |       |
| сільське | 4170    | 100     | 2132     | 51.13    | 2038  | 48.87 |

## Сусідні гміни
Гміна Тухоме межує з такими гмінами: Битів, Божитухом, Колчиґлови, Ліпниця, Мястко.